# Wereldkampioenschappen moderne vijfkamp 1984
De wereldkampioenschappen moderne vijfkamp 1984 werden alleen gehouden voor vrouwen. De vrouwen streden in Kopenhagen in Denemarken. Er stonden twee onderdelen op het programma, de mannen streden in Los Angeles om Olympische medailles.

## Medailles

### Vrouwen
| Onderdeel   | Goud | Goud                                                     | Zilver | Zilver                                          | Brons | Brons                                    |
| ----------- | ---- | -------------------------------------------------------- | ------ | ----------------------------------------------- | ----- | ---------------------------------------- |
| Individueel | URS  | Svetlana Jakovleva                                       | DEN    | Pernille Svarre                                 | FRG   | Sabine Krapf                             |
| Team        | URS  | Svetlana Jakovleva Irina Kiseljova Tatjana Tsjernetskaja | POL    | Barbara Kotowska Anna Bajan Magdalena Jedlewska | FRG   | Sabine Krapf Tanja Meyer Kathrin Kröning |

### Medaillespiegel
| Plaats | Land                     | Goud | Zilver | Brons | Totaal |
| 1      | Sovjet-Unie              | 2    | 0      | 0     | 2      |
| 2      | Denemarken               | 0    | 1      | 0     | 1      |
| 3      | Polen                    | 0    | 1      | 0     | 1      |
| 4      | Bondsrepubliek Duitsland | 0    | 0      | 2     | 2      |
| Totaal | Totaal                   | 2    | 2      | 2     | 6      |